# Peter Barrett
Peter Jones Barrett  (Madison (Wisconsin), 20 februari 1935 - aldaar, 17 december 2000) was een Amerikaans zeiler.
Barrett nam deel aan de Olympische Zomerspelen 1960 en eindigde als elfde in de finn. Vier jaar later won Barrett tijdens de Olympische Zomerspelen 1964 de zilveren medaille in de finn.
In 1968 won Barrett samen met Lowell North de olympische gouden medaille in de star.
Op de wereldkampioenschappen won Barrett samen met North vijf medailles waaronder in 1973 de wereldtitel.

## Belangrijkste resultaten

### Wereldkampioenschappen[1]
| Jaar | Plaats      | Resultaten |
| ---- | ----------- | ---------- |
| 1966 | Kiel        | star       |
| 1967 | Kopenhagen  | star       |
| 1969 | San Diego   | star       |
| 1970 | Marstrand   | 8e star    |
| 1971 | Puget Sound | star       |
| 1972 | Caracas     | 10e star   |
| 1973 | San Diego   | star       |
| 1976 | Nassau      | 8e star    |

### Olympische Zomerspelen
| Jaar | Plaats      | Resultaten |
| ---- | ----------- | ---------- |
| 1960 | Rome        | 11de finn  |
| 1964 | Tokio       | finn       |
| 1968 | Mexico-stad | star       |